# Каракегеян, Нехан
Нехан Каракегеян (17 апреля 1932, Пирей, Греция — 15 февраля 2021) — епископ Армянской католической церкви, глава ординариата Греции с 1991 года по 27 сентября 2000 года, епископ Исфахана с 27 сентября 2000 года по 2 апреля 2005 год, ординарий Восточной Европы с 2 апреля 2005 года по 6 января 2010 год. Член монашеской конгрегации Бзоммарский институт патриаршего духовенства.

## Биография
Родился 17 апреля 1932 года в городе Пирей, Греция. 2 июля 1960 года был рукоположен в священника. В 1991 году был назначен главой Ординариата Греции. 27 сентября 2000 года Римский папа Иоанн Павел II назначил Нехана Каракегеяна епископом Исфахана. 28 января 2001 года состоялось рукоположение Нехана Каракегеяна в епископа, которое совершил армянский патриарх Нерсес Бедрос XIX Тармуни в сослужении с епископом епархии Святого Креста Григорий Габроян и титулярным епископом Цезарии Каппадокийской Армянской Мануэлем Батакяном.
7 января 2003 года был назначен апостольским администратором Ординариата Греции. 2 апреля 2005 года был назначен ординарием Восточной Европы и титулярным епископом Аданы Армянской.
6 января 2010 года подал в отставку.